# إيفلورنيتين
إيفلورنيتين أو إفلورنيتين (بالإنجليزية: Eflornithine)‏ يصنف بأنه مثبط انزيم أورنيثين ديكاربوكسيليز ويسوق تحت اسم العلامة التجارية فانيكا (Vaniqa)وغيره، الإفلورنيثين هو دواء يستخدم لعلاج داء المثقبيات الأفريقي (مرض النوم) ونمو الشعر المفرط على الوجه عند النساء. . ويستخدم على وجه التحديد للمرحلة الثانية من مرض النوم الناجم عن الطلائعية الطفيلية المثقبية البروسيةويمكن استخدامها مع النيفورتيموكس. يتم استخدامه عن طريق الحقن أو عن طريق دهن الجلد بكريم إفلورنيثين هيدروكلوريد.
وقد تم تطوير إفلورنيثين في 1970م، وجاء في الاستخدام الطبي في عام 1990. . ووضع على قائمة منظمة الصحة العالمية للأدوية الأساسية، والأدوية الأكثر فعالية وآمنة اللازمة في النظام الصحي.]].

## الإستخدامات الطبية
يستخدم ايفلورنثين لابطاء نمو الشعر غير المرغوب به عند النساء كالذقن، الوجه، وحول الشفاه. ويعمل الدواء من خلال اغلاق مسار المادة الطبيعية اللازمة لنمو الشعر والموجودة في بصيلة الشعرة.

## الآثار الجانبية
تختلف تأثير الأثار الجانبية من شخص لأخر ومن بعض آثار اليفلورنيثين:
طفح جلدي، احمرار الجلد، حب الشباب، نمنة أو حرقة بالجلد.الآثار الجانبية الشائعة عند تطبيقها ككريم تشمل طفح جلدي، احمرار، وحرق. الآثار الجانبية للشكل القابل للحقن تشمل تثبيط نقي العظم، والتقيؤ، ونوبات الصرع. إلى الآن ليس من الواضح ما إذا كان من الآمن استخدام هذا الدواء أثناء فترة الحمل أوفي حالة الرضاعة الطبيعية. ينصح عادة للأطفال الذين تزيد أعمارهم عن 12 عاما.

## وصلات إضافية
- تطور العقاقير لداء النوم الأفريقي